# Serhat Akın
Niyazi Serhat Akın Hikmet (Bretten, 5 giugno 1981) è un ex calciatore turco, nato in Germania, di ruolo attaccante.

## Caratteristiche tecniche
Ala destra, può essere schierato come centravanti o come seconda punta.
Nel 2001 è stato inserito nella lista dei migliori calciatori stilata da Don Balón.

## Palmarès

### Club

#### Competizioni nazionali
- Campionato turco: 3

Fenerbahçe: 2000-2001, 2003-2004, 2004-2005
- Campionato belga: 1

Anderlecht: 2005-2006
- Coppa del Belgio: 1

Anderlecht: 2007-2008
- Supercoppa del Belgio: 2

Anderlecht: 2006, 2007